# Federación de Fútbol de Honduras
La Federación de Fútbol de Honduras (FFH) antes conocida como FENAFUTH, es la institución responsable de regir los destinos del fútbol de la república de Honduras. Su principal misión es la de llevar a cabo la preparación de todas las selecciones nacionales del país, para que estas tengan el éxito deseado por la afición al fútbol en Honduras. 
Esta federación también tiene la tarea de velar por el cumplimiento de las leyes impuestas por FIFA en el fútbol, a través de la comisión de árbitros y disciplina.
Actualmente el presidente del Comite Ejecutivo de la Federación de Fútbol de Honduras (FFH) es: Jorge Salomon.

## Contacto
| Dirección                                          |
| -------------------------------------------------- |
| Federación Nacional Autónoma de Fútbol de Honduras |
| Colonia Florencia Norte                            |
| Ave.Roble Edificio Plaza América 1 y 2 Nivel       |
| Tegucigalpa, Honduras                              |
| Teléfono: +504/2231-1436                           |
| Fax: +504/2239-8826                                |
|                                                    |

## Historia
La Federación Autónoma de Fútbol de Honduras conocida se fundó el 8 de diciembre de 1980 en Tegucigalpa, Honduras. Antes el fútbol de Honduras era manejado a través de la Federación Deportiva Extraescolar de Honduras.
Esta Federación de Fútbol, se fundó a iniciativa del señor Pedro Atala Simón. Durante primer congreso presidido por Enrique Miselen, resultaron elegidos: Don Pedro Atala Simón como presidente y Daniel Matamoros Carrasco, como secretario general de la Federación Nacional de Fútbol de Honduras.
La Federación Nacional Autónoma de Fútbol de Honduras quedó constituida mediante el acuerdo 129 emitido por el presidente de la República General Policarpo Paz García a través del Ministerio de Cultura y Turismo basándose en el Decreto Ley del 23 de junio de 1975.
Sin embargo, este ente deportivo fue legal y totalmente reconocido hasta en 1984, cuando el congreso de la república de Honduras aprobó los estatutos y la reconoció como tal; a través del Ministerio de Educación y no del Ministerio de Cultura y Turismo como estaba contemplado en sus bases estatutarias.
La primera reunión oficial con el reconocimiento del congreso de la República se llevó a cabo en 1985 y del mismo salió electo Carlos Zapata Lobo, proveniente del sector amateur.
Además de Pedro Atala Simón y Carlos Zapata han fungido como presidentes de este ente deportivo los señores: Jorge Abudoj Frixione, Rodrigo Castillo, Lisandro Flores Guillén, Roberto Córdova, Rafael Leonardo Callejas y electo en 2019, Jorge Salomón.

## Directiva
Presidente  : Jorge Francisco Salomón Ochiena
Vicepresidente 1: Jorge Herrera
Vicepresidente 2: Juan Francisco Saybe
Secretario General: José Ernesto Mejía Portillo
Miembro: Juan Ramón Melgar
Miembro: Rosa Estela Maradiaga
Miembro: Alven Lone Castellanos
Miembro: Oscar Velásquez
Miembro :Jhony Rivera
Miembro: José Torres
Miembro: Carlos Galeano

## Selecciones
| Selecciones                                | Clasificación |
| ------------------------------------------ | --- |
| Selección de fútbol de Honduras (Absoluta) | Copa Mundial de Fútbol España 1982 Copa Mundial de Fútbol Sudáfrica 2010 Copa Mundial de Fútbol Brasil 2014                                                 |
| Selección de Fútbol de Honduras Sub-23     | Juegos Olímpicos de Sídney 2000 Juegos Olímpicos de Pekín 2008 Juegos Olímpicos de Londres 2012 Juegos Olímpicos de Río 2016 Juegos Olímpicos de Tokio 2020 |
| Selección de Fútbol de Honduras Sub-20     | Tunez 1977 Catar 1995 Nigeria 1999 Holanda 2005 Egipto 2009 New Zealand 2015 Corea del Sur 2017 Polonia 2019 Indonesia 2023                                 |
| Selección de Fútbol de Honduras Sub-17     | Corea 2007 Nigeria 2009 Emiratos Árabes Unidos 2013 Chile 2015 India 2017 Catar 2025                                                                        |
| Selección de Fútbol de Honduras (Damas)    | No Ha Clasificado |

## Proyectos
| Torneos       | Selecciones | Proyectos                                                                 |
| ------------- | ----------- | ------------------------------------------------------------------------- |
| Regionales    | U-15        | Masificación del Fútbol Menor                                             |
| Locales       | U-17        | Proyecto Gol # 2                                                          |
| Regionales    | U-20        | Escuela de Porteros                                                       |
| D.P.T.O       | U-23        | Mini-Estadios y Canchas                                                   |
| Nacionales    | Femenina    | Hotel de Selecciones (Siguatepeque)                                       |
| Internacional | Absoluta    | Clasificación al Mundial de Sudáfrica 2010                                |
| Internacional | Absoluta    | Clasificación al Mundial de Brasil 2014                                   |
|               |             | Estadio Infantil FENAFUTH en Tegucigalpa                                  |
|               |             | Remodelación y ampliación Hotel de Selecciones Nacionales en Siguatepeque |

## Inscripciones
- Futbolistas inscritos ante la FIFA (Estadísticas Hasta el Año 2003)

| Categoría                 | No de Deportistas |
| ------------------------- | ----------------- |
| Futbolistas Inscritos     | 45,000            |
| Futbolistas Profesionales | 1,600             |
| Futbolistas Juveniles     | 41,000            |
| Damas                     | 900               |
| Entrenadores de Fútbol    | 1000              |
| Árbitros                  | 1,400             |
|                           |                   |

## Comisión de Árbitros
La Comisión de Árbitros de la FENAFUTH está presidida por Oscar Velásquez miembro del Comité Ejecutivo y bajo la coordinación de Benigno Pineda. En la actualidad, este organismo cuenta con más de 40 árbitros capacitados para dirigir encuentros oficiales, entre ellos:
Saíd Martínez
Armando Castro
Raúl Castro
Oscar Moncada
Héctor Rodríguez
Melvin Matamoros
Melissa Borjas Pastrana
Nelson Salgado
José Valladares

## Competiciones
- Liga Nacional de Fútbol de Honduras
- Liga de Ascenso de Honduras
- Liga Mayor de Fútbol de Honduras